# Patsany
Patsany (russisk: Пацаны) er en sovjetisk spillefilm fra 1983 af Dinara Asanova.

## Medvirkende
- Valerij Prijomykhov som Pavel Vasiljevitj Antonov
- Olga Masjnaja som Margarita Kirejeva
- Aleksej Polujan som Sinitsyn
- Zinovij Gerdt
- Jurij Moroz som Kostja